# Діод Ганна

Наближена крива до діода Ганна, що показує ділянку з від'ємним опором

Зонна структура GaAs з додатковою долиною

Діо́д Га́нна (також відомий, як англ. transferred electron device (TED)) — тип напівпровідникових діодів, що використовується для генерації та перетворення коливань у діапазоні НВЧ. На відміну від інших типів діодів, принцип дії діода Ганна заснований не на властивостях p-n переходів, а на власних об'ємних властивостях напівпровідника.
Названо на честь винахідника Джона Ганна.

## Загальні відомості
Ефект Ганна виникає тому, що в структурі зони провідності деяких напівпровідників, наприклад, GaAs, існують додаткові долини з локальними мінімумами енергії в залежності від хвильового вектора. В початковому стані електрони провідності зосереджені в основному в головній долині в центрі зони Бріллюена, де вони мають малу ефективну масу й високу швидкість. Прискорюючись в електричному полі, вони потрапляють в додаткові долини, де їхня ефективна маса більша, а швидкість менша. Завдяки цьому явищу збільшення прикладеної напруги може призвести до зменшення струму (сповільнення електронів).

## Застосування
- Ефект від'ємного опору можна використовувати для посилення сигналу.
- Часто використовують як джерело високої частоти і великої потужності сигналу.